# Pain tressé et natté
Le pain tressé et natté est un pain à base de pâte à brioche, en forme de natte, très apprécié en Martinique, en Guadeloupe et en Guyane.